# Sang de phénotype rare
Un sang de phénotype rare, ou "sang rare", est un groupe sanguin qui n'est présent que chez quatre individus sur mille dans une zone géographique donnée. Sur les 390 groupes sanguins décrits aujourd'hui, 250 groupes répondent à cette définition de sang rare. En 2025, 48 systèmes de groupe sanguin sont identifiés.
Le don de sang rare est un enjeu de santé publique, car les personnes présentant un sang rare doivent être transfusées avec un sang compatible, qui peut faire défaut dans les stocks puisque peu de gens, et donc de donneurs, en sont porteurs. L'enjeu est particulièrement vif avec la drépanocytose.

## Notion de sang rare
Un groupe sanguin est défini par l'absence ou la présence d'un ou plusieurs antigènes sur les globules rouges dans le sang d'un groupe d'individus.
Il existe différents systèmes pour les catégoriser : les systèmes sont des modèles qui tentent d'englober au mieux la diversité des groupes sanguins existants. Le système ABO et le système Rh sont particulièrement utilisés en Europe, mais ils ne permettent pas de prendre en compte la diversité des groupes sanguins existant dans le monde. Or, des porteurs de ces groupes sanguins qui ne sont pas pris en compte par ces modèles existent en Europe, et sont d'autant plus nombreux du fait de l'immigration.
Un groupe sanguin est considéré comme rare lorsqu'il est porté par moins de 4 personnes sur 1000.

## Groupes sanguins rares découverts
En 2025, un nouveau groupe sanguin rare est découvert chez une personne guadeloupéenne, le « Gwada négatif » . Sa découverte a permis d'identifier un nouveau système de groupe sanguin nommé «PIGZ», le 48e à ce jour 

## Difficultés et intérêts présentés par les sangs rares

### Intérêts pour la recherche
La découverte de nouveaux groupes sanguins constitue parfois une avancée pour la compréhension de maladies du sang, telles que l’hémophilie, et leur prise en charge